# Doddie Weir
Pour les articles homonymes, voir George Weir et Weir.
Pas d'image ? Cliquez ici

a Compétitions nationales et continentales officielles uniquement.

b Matchs officiels uniquement.
George Wilson Weir, plus connu sous le nom de Doddie Weir, né le 4 juillet 1970 à Édimbourg et mort le 26 novembre 2022 dans la même ville, est un joueur de rugby à XV écossais qui a joué avec l'équipe d'Écosse de 1990 à 2000, évoluant au poste de deuxième ligne (1,98 m et 114 kg).

## Biographie
Doddie Weir a commencé à jouer avec Stewart's Melville FP (Édimbourg). Il a joué ensuite avec Melrose RFC, club avec lequel il a remporté cinq fois le championnat d'Écosse. 
Il a connu sa première cape internationale à l’occasion d’un test match le 10 novembre 1990 contre l'équipe d'Argentine. 
Il a disputé son ultime match international le 4 mars 2000 contre l'équipe de France.
Il a participé au Tournoi des Cinq Nations de 1992 à 2000, et l'a remporté en 1999. 
Doddie Weir a participé à la coupe du monde de rugby 1991 (6 matchs joués, battu en petite finale), 1995 (5 matchs joués, battu en quarts de finale), 1999 (3 matchs joués, battu en quarts de finale). 
Il a joué avec les Lions britanniques en 1997.
Après avoir joué avec les Newcastle Falcons, il a fini sa carrière avec The Borders.
En 2016, on lui diagnostique une sclérose latérale amyotrophique. Après un long combat contre la maladie, il décède le 26 novembre 2022.

## Palmarès
- 61 sélections (+ 8 avec le XV d'Écosse, non comptées)
- Sélections par années : 1 en 1990, 7 en 1991, 6 en 1992, 5 en 1993, 5 en 1994, 10 en 1995, 8 en 1996, 4 en 1997, 6 en 1998, 7 en 1999 et 3 en 2000
- Tournois des Cinq Nations disputés : 1992, 1993, 1994, 1995, 1996, 1997, 1998, 1999 et 2000
- Vainqueur du tournoi des cinq nations en 1999.
- Participation aux coupes du monde 1991, 1995 et 1999.